# تلیله بلوطی
تلیله بلوطی (نام علمی: Calidris ferruginea) نام یک گونه از سرده تلیله است.